# Holmenkolbanen
|  | Ikke at forveksle med T-banen Holmenkollbanen. |
A/S Holmenkolbanen var et norsk selskab, der ejede og drev dele af sporvejene og T-banen i Oslo fra 1898 til 1975, hvor driften blev overtaget af Oslo Sporveier, der ejede aktiemajoriteten. Selskabet åbnede Holmenkollbanen i 1898 og forlængede den som den første undergrundsbane i Norden i 1928. Desuden overtog selskabet driften af Røabanen i 1933 og Sognsvannsbanen i 1934. Selskabet blev fusioneret ind i Oslo Sporveier i 1992.

## Historie
Selskabet blev grundlagt 17. februar 1896 under ledelse af H.M. Heyerdahl og Albert Fenger Krog. Formålet var at bygge en forstadssporvej, Holmenkollbanen, fra kvarteret Holmenkollen til den normale sporvejs endestation ved Majorstuen. Banen blev åbnet 31. maj 1898 fra Majorstuen til Besserud (dengang kaldet Holmenkollen) og blev forlænget til Frognerseteren 15. maj 1916. Desuden etablerede datterselskabet Tryvandsbanen en enkeltsporet godsbane videre til Tryvandshøiden. Datterselskabet blev etableret 4. januar 1912 og lukket 1. januar 1920.
For at skaffe direkte forbindelse til centrum etablerede selskabet første del af Fellestunnelen fra Majorstuen til Nationaltheatret. Byggeriet startede i 1912 men måtte stoppes i oktober 1914 efter at have medført massive skader på omkring 30 ejendomme. Man nåede først frem til en ordning i 1925, hvorefter byggeriet kunne gå i gang igen i 1926 med åbning af tunnelen 28. juni 1928.
Omkostningerne for tunnelen var imidlertid for høje for selskabet, der kom i økonomiske problemer. For at redde selskabet gik det kommunalt ejede Akersbanerne med til en fusion mellem A/S Holmenkolbanen og to af Akersbanernes tre baner, Røabanen og den under bygning værende SSognsvannsbanen, der begge kom til at benytte tunnelen ind til centrum. Transaktionen fandt sted 16. november 1933.
I 1942 blev Kolsåsbanen forbundet med Røabanen, og i 1944 blev dens ejer Bærumsbanen overtaget af Oslo Sporveier. 1. januar 1948 blev Oslo og Aker kommuner lagt sammen, hvorefter de to kommunalt ejede selskaber Akersbanerne og Oslo Sporveier fusionerede, idet driften af de fire vestlige baner blev samlet hos A/S Holmenkolbanen. Driften overgik til Oslo Sporveier 1. august 1975, efter at denne havde overtaget næsten alle aktier i selskabet, og det var blevet afnoteret fra børsen. A/S Holmenkolbanen forblev et selvstændigt selskab indtil 6. maj 1992, hvor det blev fusioneret med Oslo Sporveier.